# والتر کروگر (پرتاب‌گر نیزه)
والتر کروگر (انگلیسی: Walter Krüger; ۱۱ آوریل ۱۹۳۰ – ۲۸ اکتبر ۲۰۱۸) پرتاب‌گر نیزه اهل آلمان بود.